# Thomas Stolz
Thomas Stolz (* 14. Juli 1957 in Dortmund) ist ein deutscher Sprachwissenschaftler.

## Person
Thomas H. Stolz wuchs in Dortmund auf und ist verheiratet mit Christel Stolz. Er promovierte 1985 an der Fakultät für Philologie an der Ruhr-Universität Bochum. Nach Sprachkursen in Rom, Bukarest, Siena, Akranes und Reykjavík, habilitierte er 1991 in Allgemeiner und Vergleichender Sprachwissenschaft mit dem Thema „Sekundäre Flexionsbildung – Versuch über die Zielgerichtetheit im Sprachwandel“. 
Von 1991 bis 1995 war Thomas Stolz Heisenbergstipendiat und kam nach Tätigkeiten in Essen und Leipzig, Nimwegen und Berlin 1995 nach Bremen, wo er seit 1998 die Universitätsprofessur für Linguistik am Fachbereich 10 der Universität Bremen innehat. Stolz betrieb linguistische Feldforschung auf Island und Malta sowie auf der Halbinsel Yucatán.
Zurzeit (2009) forscht er über Reduplikation, europäische Areallinguistik, irreguläre Morphologie, sowie über die Einzelsprachen Chamorro und Maltesisch.
1995 wurde Stolz mit dem Karl-Arnold-Preis der Nordrhein-Westfälischen Akademie der Wissenschaften ausgezeichnet.

## Forschungs- und Arbeitsgebiete
- Typologie (Vergleich und Klassifikation von Sprachen)
- Universalienforschung (Ermittlung der übereinzelsprachlichen Konstanten)
- Sprachkontakt (Gegenseitige Beeinflussung von Sprachen)
- Sprachwandel (Historische Veränderung von Sprachen)

## Aktivitäten
Für den Zeitraum 18. September 2009 bis 7. Oktober 2009 organisierte Thomas Stolz das Festival der Sprachen in Bremen. Er ist
Chefredakteur der Zeitschrift Sprachtypologie und Universalienforschung und Herausgeber der Schriftenreihe Diversitas Linguarum und Studia Typologica sowie Mitherausgeber der Zeitschrift Ilsienna und der Beihefteserie Il-Lingwa Taghna.
Des Weiteren ist Thomas Stolz tätig in folgenden Gesellschaften:
- Societas Linguistica Europea
- Deutscher Romanistenverband
- Indogermanische Gesellschaft
- Society for the Study of the Indigenous Languages of the Americas
- Deutsch – Maltesische Gesellschaft
- Association for Linguistic Typology
- Asociación Española de Estudios del Pacífico
- Deutsch-Färöischer Freundeskreis

Sowie Präsident der 
- Gesellschaft zur Förderung der sprachwissenschaftlichen Forschung im Nordwesten (GFsFNW), und der
- Internationalen Vereinigung für Maltesische Linguistik (GHILM)